# 马铎尼斯
马铎尼斯（英語：Mardonius，或马尔多尼乌斯），（？—前479年）。希波战争时期的波斯指挥官之一，波斯贵族，为波斯国王大流士一世的女婿。公元前492年率领波斯军队越过达达尼尔海峡入侵希腊，途中因为遭遇风暴而损失惨重。他随后因失宠而退回亚洲，公元前490年他又曾跟随波斯国王薛西斯一世入侵希腊，公元前479年在普拉提亚战役中阵亡。

## 扩展阅读
- Herodotus - The Histories, with an English translation by A. D. Godley. Cambridge, Harvard University Press, 1920. OCLC: 1610641 ISBN 0-674-99130-3, ISBN 0-674-99131-1, 0674991338, 0674991346  （页面存档备份，存于）